# احمضاض دم بروبيونيكي
احمضاض الدم البروبيونيكي، المعروف أيضًا باسم بيلة حمض البروبونيك أو عوز كربوكسيلاز بروبيونيل- التميم أ، هو اضطراب استقلابي جسمي متنحي نادر، ويصنف كأحد أنواع احمضاض الدم العضوي بالأحماض الأمينية متفرعة السلسلة.
يبدأ الاضطراب في مرحلة باكرة من حياة حديث الولادة، ويتظاهر بأعراض تتضمن: سوء تغذية وتقيؤ وخمول ونقص توتر عضلي. قد يؤدي عدم علاج الوليد إلى الوفاة السريعة، بسبب فرط أمونيا الدم الثانوي أو العدوى أو اعتلال العضلة القلبية أو تلف الدماغ.

## الأعراض والعلامات
تظهر أعراض احمضاض الدم البروبيونيكي لدى الأطفال حديثي الولادة فور ولادتهم تقريبًا. تتضمن الأعراض سوء التغذية والتقيؤ والجفاف والحماض وانخفاض التوتر العضلي والنوبات الصرعية والخمول. سرعان ما تصبح تأثيرات احمضاض الدم البروبيونيكي مهددة للحياة.
قد تشمل المضاعفات طويلة المدى مرض الكلى المزمن واعتلال عضلة القلب وتطاول فترة كيو تي المصححة.

## الفيزيولوجيا المرضية
في الأفراد الأصحاء، يقوم إنزيم كربوكسيليز بروبيونيل- التميم أ بتحويل بروبيونيل- التميم أ إلى ميثيل مالونيل- التميم أ، وهي إحدى خطوات تحويل الأحماض الأمينية والدهون إلى طاقة. لا يمكن للأفراد المصابين باحمضاض الدم البروبيونيكي إجراء هذا التحويل بسبب عدم فعالية إنزيم كربوكسيليز بروبيونيل- التميم أ. في هذه الحالة، لا يمكن تحويل الأحماض الأمينية الأساسية الفالين والميثيونين والإيزولوسين والثريونين، وهذا يؤدي إلى تراكم بروبيونيل التميم أ. يتحول بروبيونيل كو-أ إلى حمض البروبيونيك عوضًا عن تحويله إلى ميثيل مالونيل-التميم أ، وهذا بدوره يتراكم في مجرى الدم، ويساعد في تراكم الأحماض والسموم الخطرة، ما قد يؤدي إلى تلف الأعضاء.
في كثير من الحالات، تؤذي حالة الحماض هذه الدماغ والقلب والكلى والكبد، وتسبب نوبات صرعية، وتؤخر التطور الطبيعي للطفل -كالمشي أو النطق. قد يحتاج المريض إلى دخول المستشفى لمنع تقوض بروتينات الجسم. وبشكل عام، تتطلب هذه الحالة مراقبة الاحتياجات الغذائية عن كثب.
ينجم المرض عن تحور نسختي المورثتين اللتين تشفران كربوكسيلاز بروبيونيل- التميم أ ألفا وكربوكسيلاز بروبيونيل- التميم أ بيتا. تحتوي هذه الجينات على تعليمات لتكوين الوحدات الفرعية ألفا وبيتا من إنزيم كربوكسيلاز بروبيونيل- التميم أ.
يحتاج الجسم لإنزيم كربوكسيلاز بروبيونيل- التميم أ لتقويض الأحماض الأمينية الأساسية الفالين والإيزولوسين والثريونين والميثيونين، إضافةً لبعض الأحماض الدهنية فردية السلسلة. تؤدي طفرات المورثتين السابقتين إلى تعطيل وظيفة الإنزيم، ما يمنع استقلاب هذه الأحماض. نتيجةً لذلك، يتراكم بروبيونيل التميم أ وحمض البروبيونيك والكيتونات والأمونيا والمركبات السامة الأخرى في الدم، ما يسبب ظهور علامات احمضاض الدم البروبيونيكي وأعراضه. يحدث فرط أمونيا الدم بسبب تأثيرات بروبيونيل- التميم أ المثبطة على إنزيم سينثاز ن- أستيل الغلوتامات، ما يؤدي بشكل غير مباشر إلى إبطاء دورة اليوريا.

## التشخيص
يشخص المرض بارتفاع مستويات مستقلبات حمض البروبيونيك (على سبيل المثال، 3-هيدروكسي بروبيونات وميثيل سيترات وتيغلغليسين وبروبيونيل غليسين) في الدم والبول مع بقاء مستويات البيوتينيداز طبيعية.

## التدبير
يجب أن يبدأ المرضى الذين يعانون من احمضاض الدم البروبيونيكي باتباع نظام غذائي منخفض البروتين فورًا. يوصى المريض بتناول بروتين خالي من الميثيونين والثريونين والفالين والإيزولوسين، مع إضافة الليفوكارنتين لنظامه. إضافةً لذلك، يعطى المريض مضادات حيوية شهريًا لعشرة أيام لإزالة البكتيريا المعوية المولدة لحمض البروبيونيك. يجب أن يملك كل مريض نظام غذائي خاص به؛ إذ يتضمن نظام الحالة الصحية الجيدة على نسبة منخفضة من البروتين، بينما يحوي نظام الحالة الصحية نصف الطارئة على نصف كمية البروتين المطلوبة، ولا يحوي النظام الغذائي في الحالات الصحية الطارئة على البروتين أبدًا. يتعرض هؤلاء المرضى لخطر الإصابة بفرط أمونيا الدم الشديد في حالات العدوى، وهذا قد يؤدي إلى الغيبوبة.
تزداد أهمية زراعة الكبد في تدبير هؤلاء المرضى، فقد أظهرت سلسلة صغيرة من الحالات تحسن في نوعية حياة المرضى المعالجين بهذه الطريقة.